# Siroka
Siroka (szlovákul: Široké) község Szlovákiában, az Eperjesi kerület Eperjesi járásában. Branyiszkó község tartozik hozzá.

## Fekvése
Eperjestől 23 km-re nyugatra, a Branyiszkó-szoros keleti oldalán, a Nagy-Szinye-patak partján fekszik.

## Története
A települést 1320-ban „Syroka” néven említik először, a szinyei uradalomhoz tartozott. A 14. század elején az egyik oligarcha, Aba Amádé birtoka, de a rozgonyi csata után a király elvette tőle, majd hívének, Drugeth Fülöpnek adta. Később a Sirokay, Fricsy, Hedry és Bertóty család birtoka. Római katolikus temploma már a 14. század elején állt. Az 1332 és 1337 között kelt pápai tizedjegyzék említi Imre nevű papját, aki 8 garast fizetett. 1427-ben 28 portája adózott. 1454-ben a Frichy, Hedra és Bertóty család a főbb birtokosai.
1543-ban 10 portája adózott. Itt is terjedt a reformáció és 1610-ben a templom is az evangélikusoké lett. A falu első evangélikus lelkésze 1614-ből ismert. Az 1708 és 1711 között dühöngő pestisjárványnak a lakosság kétharmada esett áldozatul. Az ellenreformáció hatására a templom 1712-ben újra visszakerült a katolikusokhoz. 1773-ban az egyházi vizitáció szerint a községben 808 katolikus és 16 evangélikus élt. 1787-ben 142 házában 975 lakos élt.
A 18. század végén Vályi András így ír róla: „SIROKA. Tót falu Sáros Várm. földes Ura Berthold Uraság, és többek, lakosai katolikusok, fekszik Szvinka patakhoz közel, Eperjeshez 3 mértföldnyire; határja hegyes vőlgyes, réttye, legelője, fája elég van.”
1828-ban 152 háza volt 1136 lakossal, akik mezőgazdasággal, állattartással foglalkoztak. 1831-ben kolerajárvány pusztított. 1849. február 5-én zajlott a Branyiszkói ütközet a magyar honvédsereg és a császári csapatok között.
Fényes Elek 1851-ben kiadott geográfiai szótárában így ír a faluról: „Siroka, népes tót falu, Sáros vgyében, Eperjeshez nyugotra 3 mfd., a szepesi postaútban, 115 kath., 44 zsidó lak. Kathol. paroch. templom. Több urasági lakház. Vendégfogadó. Határa igen nagy; tágas szép erdőiben bő legelője van, a honnan a juh és marhatenyésztés nagy fontosságú; szénája elég. F. u. a Berthóty és Hedry nemzetségek. – A Braniszló hegye alatt, s a Szoinka vize mellett fekszik, melly malmokat hajt.”
1920 előtt Sáros vármegye Kisszebeni járásához tartozott.

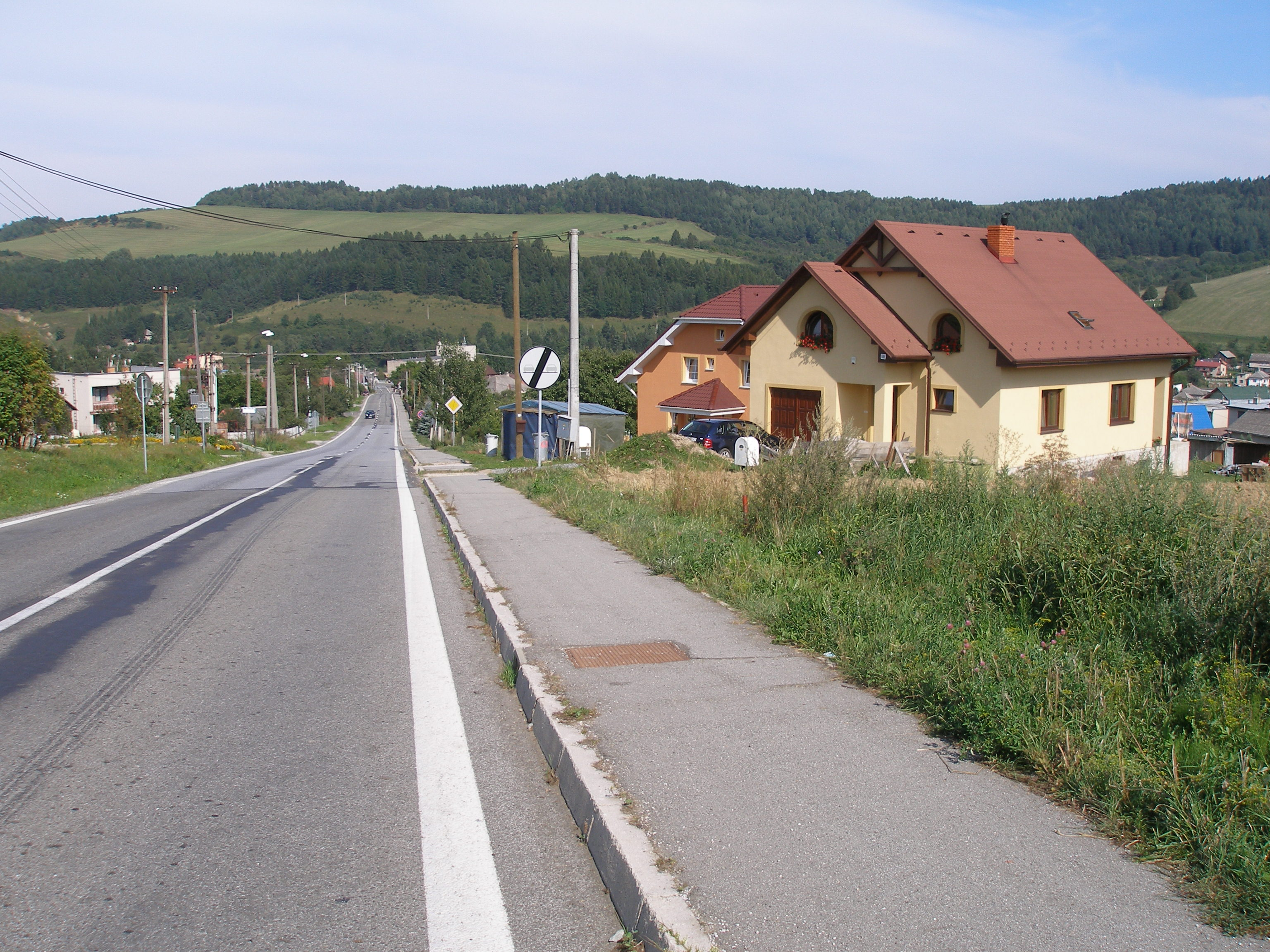
Siroka

## Népessége
| Év:            | 1994. | 2004.   | 2014.   | 2024.   |
| -------------- | ----- | ------- | ------- | ------- |
| Emberek száma: | 2221  | 2282    | 2461    | 2445    |
| Eltérés:       |       | +2,74 % | +7,84 % | -0,65 % |

| Év:            | 2023. | 2024.   |
| -------------- | ----- | ------- |
| Emberek száma: | 2443  | 2445    |
| Eltérés:       |       | +0,08 % |

1880-ban 1060 lakosából 934 szlovák és 26 magyar anyanyelvű volt.
1890-ben 1038-an lakták, ebből 937 szlovák és 35 magyar anyanyelvű.
1900-ban 942 lakosából 867 szlovák és 34 magyar anyanyelvű volt.
1910-ben 983-an lakták, ebből 907 szlovák és 38 magyar anyanyelvű.
1921-ben 1028 lakosából 963 szlovák és 1 magyar volt.
1930-ban 1084 lakosából 1051 szlovák volt.
1991-ben 2107 lakosából 2102 szlovák volt.
2001-ben 2304-en lakták: 2279 szlovák és 1 magyar.
2011-ben 2400-an lakták, ebből 2354 szlovák és 1 magyar.

## Nevezetességei
- Római katolikus temploma eredetileg gótikus stílusú volt, 1773-ban barokk stílusban újjáépítették. A templomban 1487-ből származó késő gótikus epitáfium található.
- Kápolnája 1824-ben épült.

## Lásd még
- Branyiszkó